# Рушевине средњовековног манастира Светих Константина и Јелене са некрополом
Рушевине средњовековног манастира Светих Константина и Јелене са некрополом се налезе у Слатини, насељеном месту на територији општине Лепосавић, на Косову и Метохији, представљају непокретно културно добро као споменик културе.
На левој обали Ибра налазе се темељи једнобродне средњовековне цркве, као и комплекс грађевина (конаци, економски и други објекти) који је окружују. Овај локалитет у народу је познат као манастир Светих Јелене и цара Константина. Средњовековни манастир подигнут је на остацима античких грађевина.

## Основ за упис у регистар
Решење Покрајинског завода за заштиту споменика културе у Приштини, бр. 244 од 20. 4. 1971. г. Закон о заштити споменика културе (Сл. гласник СРС бр. 3/66).